# HD 10863
HD 10863，又名CD-27 595，SAO 167279、HR 517，是一颗恒星，视星等为6.39，位于銀經217.1，銀緯-77.87，其B1900.0坐标为赤經1h 41m 23.5s，赤緯-27° -77.87′ 54″。